# علي الزكي
علي الزكي هو علي بن الحسن بن علي برطلة بن الحسين بن عمر الأكبر بن الحسن الأفطس بن علي الأصغر بن علي السجاد بن الحسين بن علي ابن أبي طالب، العلويّ، الهاشميّ، القرشيّ
أولاده: أَعْقَبَ أربعة هم:  الحسن وإسماعيل وعلي والعباس
المعلومات عنه يسيرة وضنينة جدًا غير أن المؤرخين يذكرون أنه كان نقيب البطائح جنوب العراق وكان عالمًا، فاضلًا، تقيًا، زكيًّا، صوّامًا، قوّامًا، مِن أعلام القرن الرابع الهجري
وهو صاحب القبر المشهور في مدينة الكحلاء جنوب العراق في محافظة ميسان، ويعرف بمرقد السيّد علي الزكيّ

## وصلات خارجية
http://almajer-alkaber.almountadayat.com/t1128-topic